# Raymond Blancafort
Raimundo Blancafort Costas (Barcelona, 19 de abril de 1951) conocido como Raymond Blancafort, es un excopiloto de rallyes y reconocido periodista especializado en los deportes de motor. Desarrolló gran parte de su trayectoria profesional (1975-2016) escribiendo para el Mundo Deportivo.

## Biografía

### Comisario y copiloto
A los 17 años Raymond se apuntó a la Peña Motorista 10 por Hora, que organizaba todo tipo de evento de motor en Cataluña, y con ellos hizo cursillos en el Real Moto Club de Cataluña, donde se sacó el título de comisario técnico y deportivo de motociclismo. Mientras se sacaba el título de Ingeniería Mecánica en la Escuela Técnica Superior de Ingeniería Industrial de Barcelona, empezó a ser copiloto en el Rally de la Lana en febrero de 1971 con su compañero de carrera Tomás Llasat, gracias al permiso paterno de conducir que le regaló su padre por reyes, que le permitió sacarse la licencia, pues no podía permitirse por aquél entonces ser piloto. Posteriormente fue copiloto de Xavier Brugué con un SEAT 1430 en algunas etapas del Campeonato de España de Rallyes de 1972. Posteriormente hizo de copiloto para muchos otros pilotos, como Gerardo Hoffman, César Pérez, Pere Bonet con quien logro su única victoria, con Joan Franquesa con quien acabó tercero en el Rally Firestone puntuable para el Campeonato de Europa de Rally o incluso con el mismísimo Juan Fernández. Lo dejó en 1977 por falta de tiempo para seguir en ello.

### Periodista del motor
En 1974 (su segundo año de carrera) cuando ya había competido en varios rallyes y mientras acudía al Tour de Francia a asistir a una pareja que iba a correr, le contactó Jordi Viñals desde la revista Fórmula para hacerles un pequeño reportaje. Fue el inicio de su trayectoria como periodista del motor, que se completó un año más tarde cuando le llamaron del Mundo Deportivo para colaborar también con ellos. Ahí empezó a trabajar por la mañana en la revista y por la tarde en el periódico.
Raymond siguió como periodista junto a Javier del Arco de Izco en las primeras re-conversiones de la revista Fórmula, en Vida del Automóvil o en Motor Auto, revista fundada por Josep María Casanovas. Posteriormente siguió en Autohebdo Sport y fue corresponsal en España para Autosprinty Quattroroute; y finalmente en las diferentes revistas especializadas de Solo Auto hasta 2005. Todo ello mientras seguía en Mundo Deportivo como jefe de la sección de motor del periódico, con un pequeño paréntesis en el año 1991, cuando fue contratado por el periódico El País aunque ello no le permitía acudir a todos los eventos que a Blancafort le gustaba, y por lo tanto, volvió a Mundo Deportivo donde se mantuvo hasta su jubilación en el 2016. Tras medio año de descanso reapareció para colaborar con el medio de Cristóbal Rosaleny y Antonio Lobato soymotor.com y actualmente también colabora con La Vanguardia.